# Хосе Абелья
Хосе Абелья (ісп. José Abella, нар. 10 лютого 1994, Кордоба) — мексиканський футболіст, захисник клубу «Сантос Лагуна».
Виступав, зокрема, за молодіжну збірну Мексики.

## Клубна кар'єра
У дорослому футболі дебютував 2011 року виступами за команду клубу «Сантос Лагуна», кольори якої захищає й донині.

## Виступи за збірні
Протягом 2013—2015 років залучався до складу молодіжної збірної Мексики. На молодіжному рівні зіграв у 9 офіційних матчах.
2016 року залучався до лав олімпійської збірної Мексики. У складі збірної — учасник футбольного турніру на Олімпійських іграх 2016 року у Ріо-де-Жанейро.

## Досягнення

### Клубні
«Сантос Лагуна»
- Прімера Дивізіон: Клаусура 2015
- Володар Кубка Мексики: 2014
- Володар Суперкубка Мексики: 2015

### Збірні
Мексика
- Молодіжний чемпіонат КОНКАКАФ: 2013
- Срібний призер Панамериканських ігор: 2015